# Rústam Duixmanziyar
Duixmanziyar o Dushmanziyar fou el primer personatge conegut de la dinastia kakúyida. El seu nom real era Rustam però fou conegut com a Duixmanziyar que vol dir "Angoixant l'enemic" per les seves proeses militars. Fou un oficial daylamita al servei dels buwàyhides del Jibal i era oncle matern (kaku) de la princesa Sàyyida, esposa del buwàyhida Fakhr-ad-Dawla del Jibal i mare de Majd-ad-Dawla de Rayy i Esfahan. Va rebre dels buwàyhides el feu de Shahriyar (Xahriyar) a les muntanyes Elburz, que va governar segon es creu fins a la seva mort en data desconeguda però anterior al 1007. Fou el pare d'Abu-Jàfar Muhàmmad ibn Duixmanziyar.